# Lago Aricota
Il lago Aricota è un lago peruviano situato nella provincia di Candarave, nella regione di Tacna. È situato a un'altitudine di 2.800 metri sul livello del mare.

## Geografia
Situato sulla cordigliera occidentale, il lago è alimentato ad est dal Río Callazas e dal Río Jaruma mentre nell'estremità opposta vi è una diga naturale generata da una frana avvenuta a metà dell'Olocene; filtrando al di sotto di questa diga, le sue acque alimentano i corsi del Río Curibaya, affluente del Río Locumba.
Le acque del lago Aricota hanno un alto contenuto di arsenico poiché i suoi affluenti passano attraverso l'area vulcanica dello Yucamane.
Le acque del lago sono deviate verso una centrale idroelettrica che ne ha abbassato il livello da ~800.000 m3 nel 1967 a una media mensile di 140.000 m3  nel 2000.